# 포피재건술
포피재건술(Foreskin restoration)은 할례(포경수술) 등으로 인해 손상된 포피를 재건하는 방법이다. 수술적 요법과 비수술적 요법이 있다.

## 동기
포피복원술은 귀두를 덮는 자연스러운 포피의 외관을 만들거나 귀두와 복원된 포피 안쪽의 성적 민감도를 증대시키거나 일상 활동에서 민감한 부위의 노출에 의해 생기는 불편함을 줄이는 등 몇 가지 이유로 시행할 수 있다. 포피복원술은 할례를 한 남성을 대상으로 하며, 포피에 상처를 입거나 포경 상태인 남성이 긴 포피를 원하는 경우도 해당된다.
- 심미적 관점
- 귀두 감각 복원
- 성적 자극과 성기능 회복
- 전체 감각 복원
- 신체 이미지 향상

할례한 남성은 위와 같은 이유로 없어진 포피를 복원하고자 한다.

## 역사
포피복원술의 고대 기원은 티베리우스 황제 치세까지 거슬러 올라간다. 이 당시에는 포피가 귀두를 완벽히 덮지 못하거나 할례로 인해 귀두가 완전히 드러난 사람이 포피를 늘리는 외과적 방법이 행해졌다. 고전 그리스와 로마 사회에서 귀두를 노출하는 것은 부적절한 행위로 간주되었으며, 나체로 체육 활동을 하는 헬레니즘의 이상에 부적합하였다. 포피가 짧은 남성은 노출을 막고자 키노데스메를 착용했다. 이러한 사회적 낙인의 결과로, 고대 로마의 일부 유대인이 에피스파즘(epispasm)이라고 부르는 초기의 포피복원술을 받기도 하였다. 시간이 흘러 제2차 세계 대전동안에는 유럽 유대인의 일부가 나치의 박해를 피하기 위해 포피복원술을 받고자 했다

## 방법

### 비수술적 방법

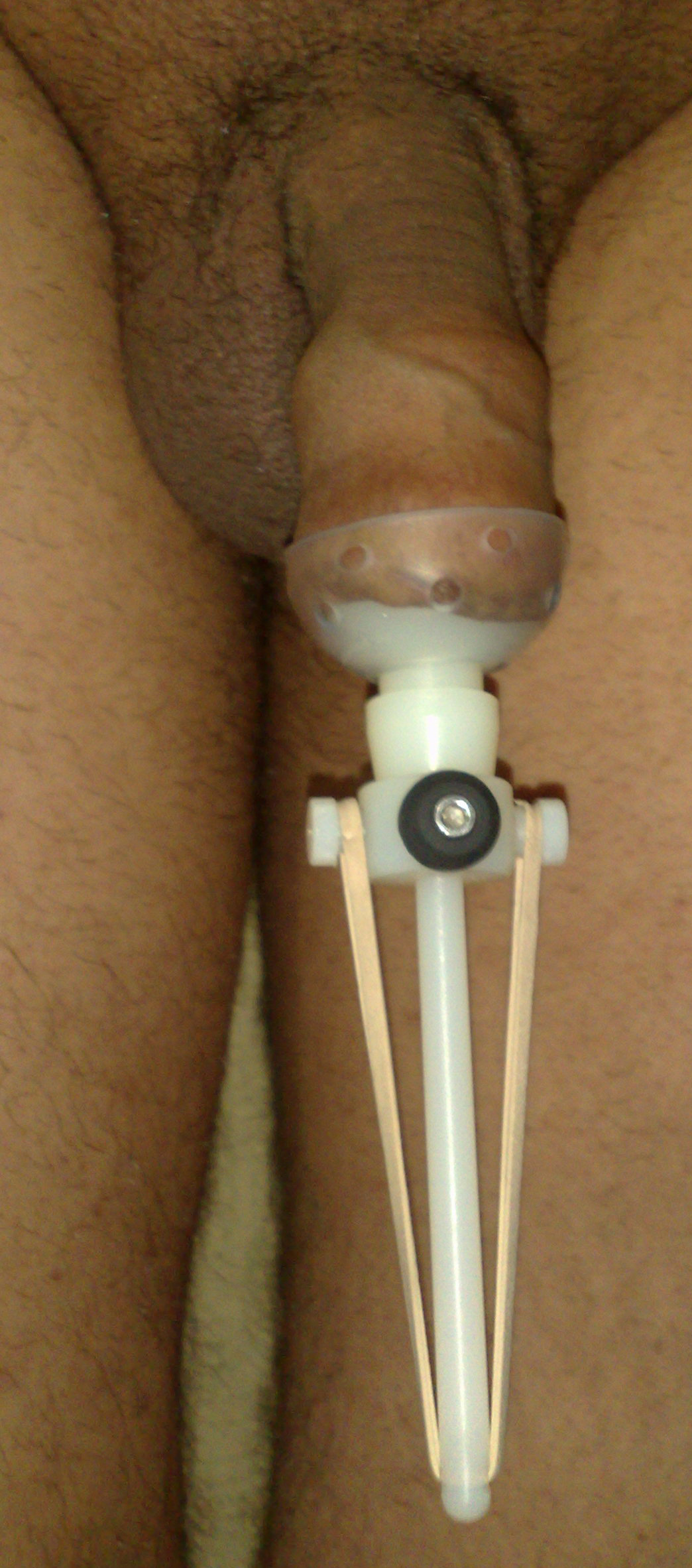
포피복원기를 착용해 비수술적 방법으로 포피를 재건하는 모습

비수술적인 포피 재건은 조직을 확장하는 시술을 통해 시행된다. 포피복원기를 사용하거나, 의료용 종이테이프를 붙인 후 견인해 재건하기도 한다. 의료용 테이프를 활용해 재건하는 방법을 "T-테이프"라고 하기도 한다.

## 과정

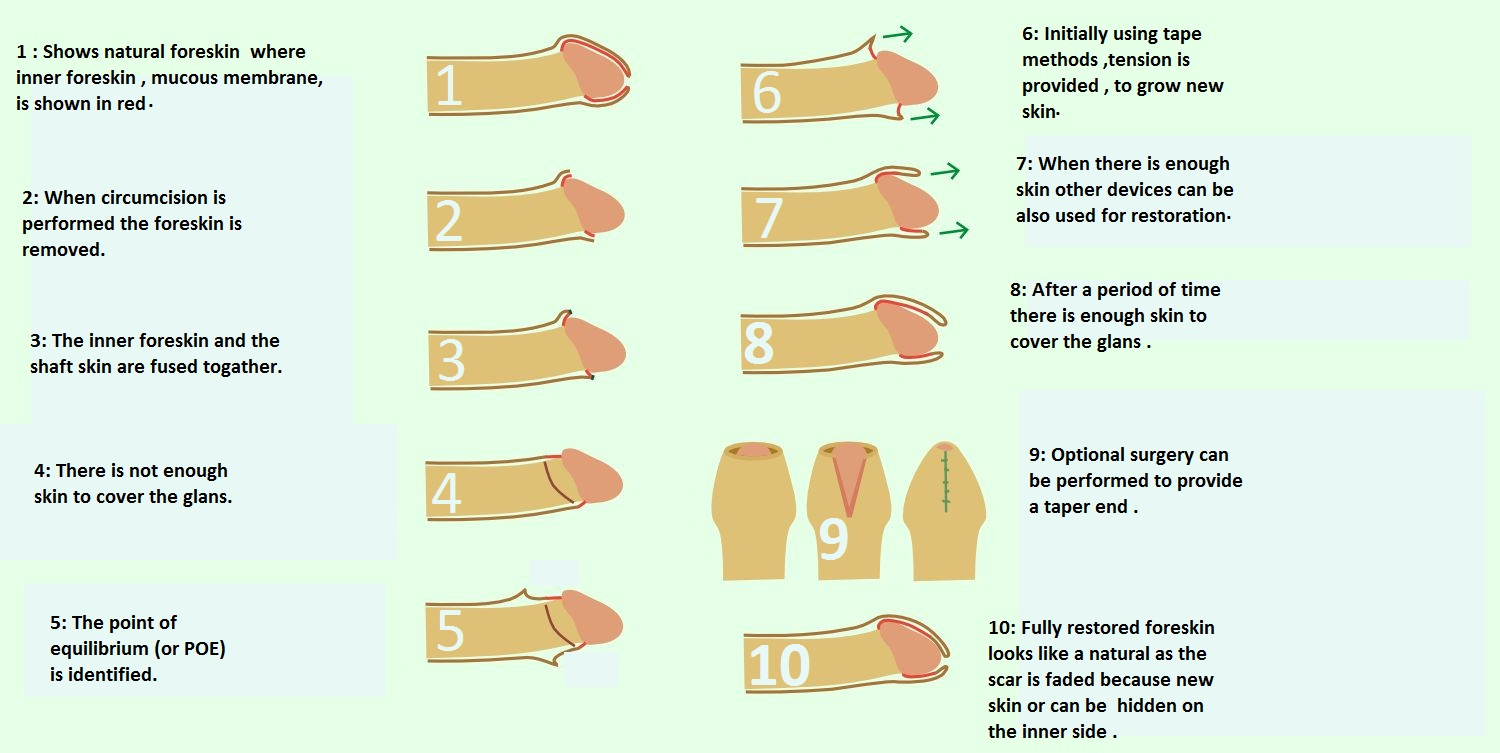
복원 과정. 자세한 사항은 본문을 참고.

비수술적 요법을 활용한 포피의 복원 과정은 다음과 같다.
1. 자연상태의 포피(그림에서 적색선은 내포피)이 귀두를 덮고 있다.
2. 할례(포경수술) 등을 통해 포피를 제거한다.
3. 내포피와 외포피를 연결해 봉합한다. 봉합선이 4번 그림의 세로줄에 해당한다.
4. 봉합선 부위의 피부를 견인해 늘인다.
5. 기구(의료용 테이프, 견인기) 등을 이용해 견인하여 원하는 길이까지 포피를 재건한다.(6, 7번 그림)
6. 원하는 길이까지 포피를 재건하면 견인을 멈춘다(8번 그림). 상황에 따라 포피의 일부를 절제한 후 봉합하여 포피의 폭을 좁힌다(9번 그림).
7. 재건이 완료되면 내외포피를 봉합한 봉합선은 내포피로 흡수되어 사라진다.

## 같이 보기
- 인간의 재생